# Leonard Steckel
Leonard Steckel, född 18 januari 1901 i Knihinin, Galizien, Österrike-Ungern (nu distrikt i Ivano-Frankivsk, Ukraina), död 9 februari 1971 i Aitrang, Bayern, var en tysk skådespelare och teaterregissör. Steckel medverkade som skådespelare i tidiga tyska ljudfilmer under Weimartysklands sista år fram till 1933. Han gick sedan i exil i Schweiz under andra världskriget, men återkom till den tyska filmen på 1950-talet. Han var fortfarande aktiv som skådespelare 1971 då han omkom i en tågolycka.

## Filmografi, urval
- 1931 – Köpenick-kaptenen
- 1932 – Jag vill ej veta vem du är!
- 1933 – Riccardo på äventyr
- 1956 – Kuppen i Köpenick
- 1956 – Slav under lasten
- 1956 – Stresemann
- 1958 – Läkaren från Stalingrad
- 1964 – Besöket